# Ragna Nyblom
Ragna Birgitta Nyblom, född 21 mars 1930 i Sofia församling i Stockholm, död 24 maj 2017 på Lidingö, var en svensk skådespelare, hallåa och röstskådespelare. Hon läste sagor och dubbade barnfilm, bland annat Doktor Snuggles och Trolltyg i tomteskogen.

## Biografi
Ragna Nyblom var dotter till arkitekten Peder Nyblom och sjuksköterskan Alfhild, ogift Lager. Hon är också syster till journalisten Kåre Nyblom, faster till journalisten Sofia Nyblom och serieskaparen Marcus Nyblom samt sondotter till konstnärerna Lennart Nyblom och Olga Nyblom.
Efter studentexamen i Sigtuna utbildade hon sig vidare vid Manja Benkows teaterskola och University of California, Berkeley. I början av 1960-talet var hon hallåa på Sveriges Radio/TV innan hon åter blev skådespelare, först på Lilla teatern i Stockholm, sedan på Malmö Stadsteater. Schlagerlåten Tre hattar med Nyblom som sångare gavs ut 1963.
Nyblom har arbetat som röstskådespelare, dubbningsöversättare och dubbningsregissör i Doktor Snuggles (där hon gjorde rösterna till Norpan och Kattamor), Trasdockorna, Det var en gång - Tidernas äventyr (1978), Rasmus Nalle, Vi fem, Trolltyg i tomteskogen (1980) och Det lilla blå loket.
Ragna Nyblom var 1955–1963 gift med Phil Donald John Blake (född 1924). Hon har en dotter (född 1969) tillsammans med den tidigare grekiske premiärministern Andreas Papandreou. Ragna Nyblom är begravd på Lidingö kyrkogård.

## Filmografi i urval
Roller
- 1954 – Två sköna juveler
- 1994 – Maja tämjer stormkatten
- 1996 – Stökiga Sara och 4 skojiga filmer till

## Teater

### Roller (ej komplett)
| År   | Roll | Produktion                                                           | Regi      | Teater            |
| ---- | ---- | -------------------------------------------------------------------- | --------- | ----------------- |
| 1963 |      | Dummerjöns Willy Keidser och Tylle Herlin                            | Jan Lewin | Malmö stadsteater |
| 1964 |      | Bernardas hus (La casa de Bernarda Alba) Federico García Lorca       | Eva Sköld | Malmö stadsteater |
| 1966 |      | Mordet på Marat Peter Weiss                                          | Jan Lewin | Malmö stadsteater |
| 1968 |      | Kvinnorna från Shanghai eller Ett fall av hjärntvätt Tore Zetterholm | Per Siwe  | Malmö stadsteater |